# Musaranya naga
La musaranya naga (Nagasorex albidens) és una espècie de mamífer eulipotifle de la família de les musaranyes (Soricidae). Viu a Nagaland, al nord-est de l'Índia, i possiblement a les zones adjacents del nord de Myanmar i el sud de la Xina. El seu hàbitat natural són les zones de transició entre els boscos tropicals humits perennifolis i els boscos temperats humits montans. És una musaranya petita, amb una llargada total de 97 mm, incloent-hi 38 mm de la cua. El nom genèric Nagasorex significa ‘musaranya dels Naga’, mentre que el nom específic albidens significa ‘de dents blanques’ en llatí. Com que fou descoberta fa poc, encara no se n'ha avaluat l'estat de conservació.